# Tomáš Mašín
Tomáš Mašín (* 22. února 1965 Praha) je český filmový režisér, scenárista a výtvarník.

## Život
Je vzdáleným příbuzným Josefa Mašína (Tomášův prapraděd byl Josefovým strýcem). Vystudoval Akademii výtvarných umění v Praze, obor grafika, malba, konceptuální umění a nová média. V letech 1993–1995 pracoval jako filmový architekt. V roce 1995 spolu založil produkční společnost Dawson Productions. V tomto období pracoval na multimediálních projektech, natočil krátký film Hotel, vytvořil znělky pro hudební televizní show Point, BigBeat a MTV.
Je také režisérem reklamní tvorby. Na poli celovečerních filmů debutoval filmem 3 sezóny v pekle (2009), který byl nominovaný na 11. Českých lvů, tři získal (nejlepší herec, kamera, zvuk). Film byl přítomen v hlavní soutěži na Karlovarském filmovém festivalu v roce 2010. Na FF v Tallinnu (2010) film obdržel cenu Don Quijote award mezinárodní federace Filmových klubů (FICC). Za rok 2009 získal výroční cenu Českého filmového a televizního svazu FITES.
Jeho druhý film Wilsonov v produkci Filmbrigade byl nominovaný na 4. České lvy. V roce 2018 režíroval šest z osmi epizod TV seriálu Profesor T., který byl nominován na Českého lva v kategorii Nejlepší dramatický televizní seriál. Spolu s Terezou Kopáčovou režíroval seriál Ochránce, za který získali cenu Český lev 2021, dále cenu za nejlepší seriál na Ceny české filmové kritiky 2021 a cenu FITES 2022, Český filmový a televizní svaz FITES. Je spoluautorem scénáře filmu Šeptej (1996, režie David Ondříček).
Věnuje se i divadelní režii. Hra Po konci světa (D. Kelly) byla v širší nominaci na divadelní ceny Thálie 2019.
Pracoval jako creative director na volební kampani Jiřího Drahoše v prezidentských volbách 2018.
Za svoji reklamní práci získal mnohá ocenění na tuzemských a mezinárodních festivalech (např. filmový festival Impact, Utrecht, 14th Tokyo video festival, Epica, Golden award of Montreaux, AME awards, Cresta awards, NY advertising festival, Effie, The Golden Drum, Gunn report, Grammy a další). Je držitelem Ceny ADC Zlatý ohníček (2009).

## Tvorba

### Filmová režie
- 1995 – Hotel (krátký film)
- 2009 – 3 sezóny v pekle
- 2015 – Wilsonov
- 2023 – Němá tajemství
- 2023 – Bratři

### Televizní režie
- 2018 – Profesor T. (seriál, díly 1–4, 7, 8)
- 2021 – Ochránce (seriál, díly 2, 5, 6, 9)
- 2026 – Gerta Schnirch (chystaný dvoudílný televizní film)

### Divadelní režie
- 2019 – Po konci světa[6] (Divadlo Bez zábradlí)
- 2023 – Bavič (Divadlo Bez zábradlí)

### Režie videoklipů
- 1996 – „Pohyby“ – Lucie
- 1996 – „Kočárek“ – Wanastowi Vjecy
- 1996 – „Nejhorší den v mym životě“ – Chaozz
- 1997 – „Všechno Ti dávám“ – Lucie
- 1997 – „Měsíc“ – Monika Načeva
- 1998 – „Tvůj úsměv“ – Monika Načeva
- 1998 – „Já a stín“ – Darina Rolincová
- 1999 – „Make It Real“ – https://en.wikipedia.org/wiki/Radiator_(band)
- 1999 – „Mít Tě sám“ – Lucie
- 2000 – „Cartoon Heroes“ – Aqua
- 2000 – „Around the World“ (Version 2) – Aqua
- 2000 – „Josephine“ – Terrorvision
- 2000 – „Who Knows“ – N.O.H.A.
- 2000 – „What Time Is It“ (Zeigeist 2000) – https://de.wikipedia.org/wiki/Harleckinz
- 2000 – „Float“ – https://en.wikipedia.org/wiki/Rico_(Scottish_singer)
- 2002 – „Svišti na golfovym hřišti“ – Chaozz
- 2004 – „Dívám se, dívám“ – Petr Hapka, Lucie Bílá
- 2006 – „English Stereo“ – Support Lesbiens
- 2009 – „Fight Club“ – Support Lesbiens

### Námět
- 1996 – Šeptej (spolu s Davidem Ondříčkem a Janem Novákem)

### Scénář
- 1991 – Znamení (krátký film)
- 1995 – Hotel (krátký film)
- 1996 – Šeptej (spolu s Davidem Ondříčkem)
- 2009 – 3 sezóny v pekle
- 2023 – Němá tajemství (spolu s Alicí Nellis)

### Výprava – architekt
- 1993 – Nahota na prodej (režie Vít Olmer)
- 1994 – Ještě větší blbec, než jsme doufali (režie Vít Olmer)